# Buntsandstein

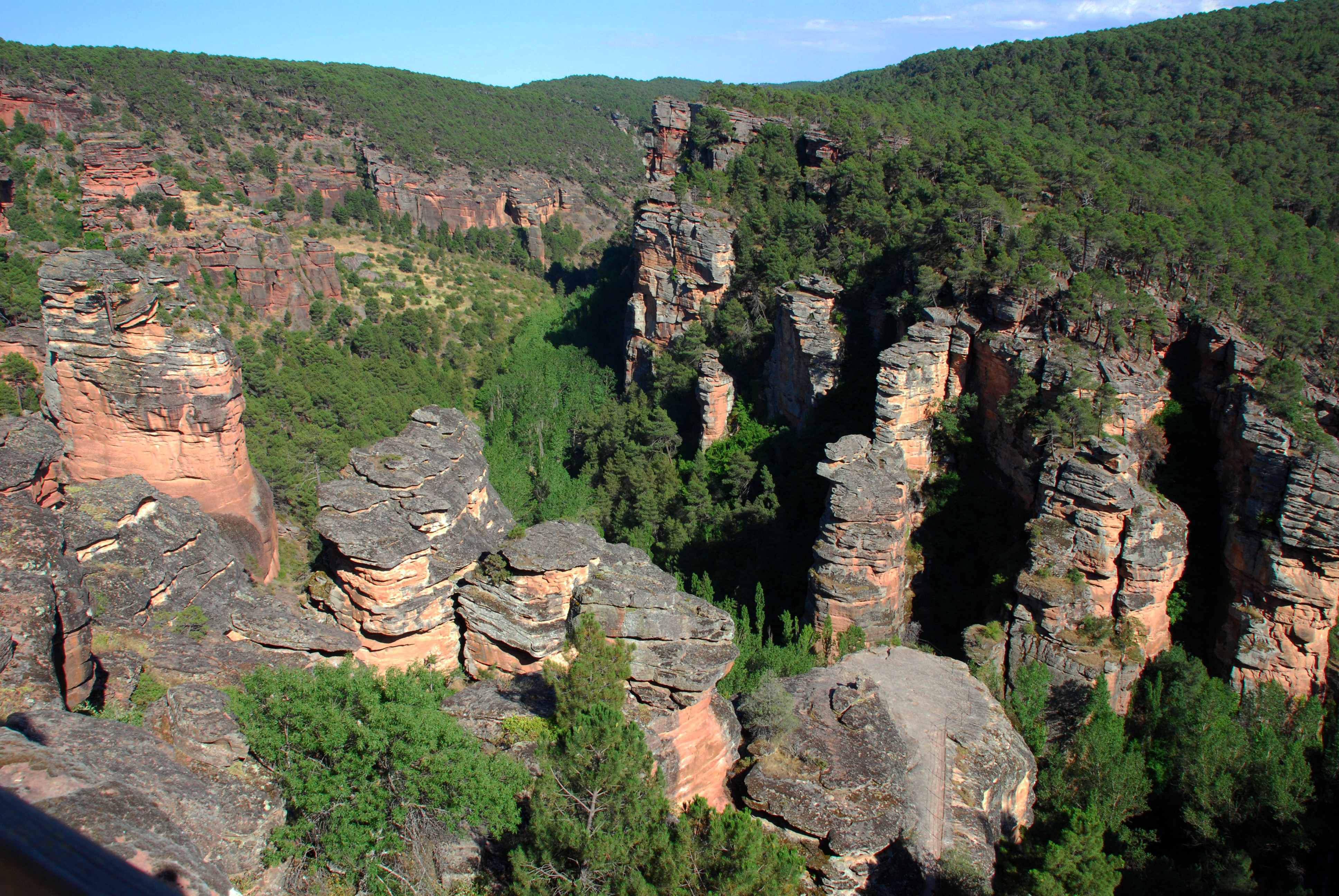
Congost de la Hoz del Gallo: formació de conglomerats i gres en fàcies Buntsandstein, Corduente, Guadalajara, estat espanyol

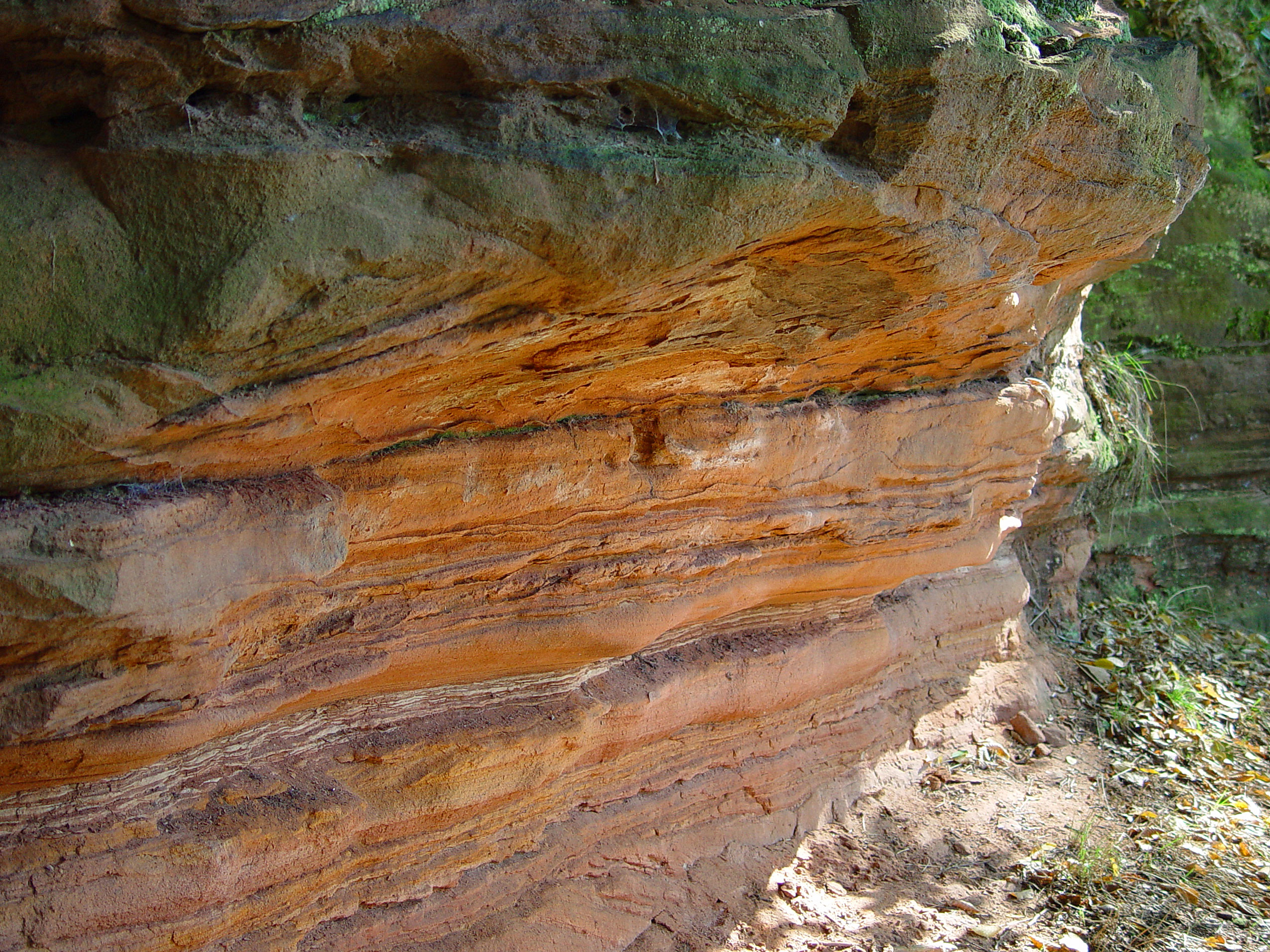
Gres de les fàcies Buntsandstein a Stadtroda, Alemanya. S'hi pot apreciar el típic color rogenc del sediment

Les fàcies Buntsandstein són uns sediments detrítics que poden arribar a més de 4.000 m i que es dipositaren entre el lopingià i l'anisià. El primer a utilitzar aquest terme per a referir-se al gres rogenc sobre el qual recolzaven les calcàries de les fàcies Muschelkalk fou el geòleg alemany Friedrich August von Alberti l'any 1834. Són formats per sediments eòlics, lacustres, fluvials i, en menor grau, per sediments marins soms i de Sebkha.

## Tipus de Buntsandstein
A la conca germànica es pot diferenciar entre Buntsandstein inferior, mitjà i superior:
- Inferior: al sud de la conca germànica en té un origen fluvial i al·luvial per l'erosió de massissos variscs; més al nord els sediments del Buntsandstein inferior es dipositen en planes mareals, i a la part nord i est de la conca (territoris ocupats actualment per Polònia, Països Baixos i nord d'Alemanya) els medis sedimentaris es corresponen a ambients lacustres i de medis marins soms.[4]
- Mitjà: les vores de la conca els ocupen sediments de plana al·luvial i eòlics; al centre els materials són d'origen lacustre i al sud-est predominen sediments lacustres i marins soms.[5]
- Superior: l'oceà Tetis ocupà la part sud-est de la conca, i produí les condicions idònies perquè precipiten evaporites (algeps i halita) en el dipocentre. Els sediments de la vora de la conca continuen sent de caràcter detrític.[6]

A més de la conca germànica, el Buntsandstein aflora en quasi totes les conques sedimentàries del triàsic, tot i que en presenta en cadascuna particularitats de caràcter litològic i paleontològic.

## Exemples de Buntsandstein als Països Catalans[8]

### Al País Valencià
- Agulles de Santa Àgueda, al Desert de les Palmes, a la Plana Alta

### A Catalunya
- L'Areny, entre Mont-roig del Camp i Vilanova d'Escornalbou, al Baix Camp
- La Desenrocada del Bailon, entre Vilanova d'Escornalbou i l'Argentera, al Baix Camp
- Serra de l'Argentera i Serra de Pradell, entre el Baix Camp i el Priorat
- El Garraf Vermell, part oriental del Massís del Garraf
- Puigventós, a Olesa de Montserrat (el Baix Llobregat), tot i que en aquest cas els sediments són blancs
- Muntanya de l’Altafalla, on hi ha l'ermita de Sant Gregori de Falset (el Priorat)
- Turó de Tagamanent, al Vallès Oriental
- Cingles de Bertí, entre el Moianès, Osona i el Vallès Oriental
- Muntanyes de Prades, entre les comarques de l'Alt Camp, el Baix Camp, la Conca de Barberà, les Garrigues i el Priorat

### A Mallorca
- Entre la Cala d'Estellencs i Punta de son Serralta, al Municipi d'Estellencs[9]